# Šmartno ob Paki
Šmartno ob Paki là một khu tự quản (tiếng Slovenia: občine, số ít – občina) trong vùng Savinjska của Slovenia. Šmartno ob Paki có diện tích 18.2 km2, dân số là theo điều tra ngày 31 tháng 3 năm 2002 là 2909 người. Thủ phủ khu tự quản Šmartno ob Paki đóng tại Šmartno ob Paki.